# Александър Редигер
Александър Фьодорович Редигер (на руски: Алекса́ндр Фёдорович Ре́дигер) е руски офицер, генерал от пехотата, участник в Руско-турската война (1877 – 1878). Военен министър на Княжество България (септември – октомври 1883) и на Русия (1905 – 1909).

## Биография
Александър Редигер е роден на 31 декември 1853 г. в Новгород в семейството на генерал-лейтенант Фьодор Редигер, потомствен дворянин от финландски произход. Ориентира се към военното поприще. Учи във Финландския кадетски корпус, а от 1870 г. – в Пажеския корпус.
С военно звание прапоршчик започва действителна военна служба в Лейбгвардейския семьоновски полк (1872). Завършва Николаевската академия на Генералния щаб (1876).
Участва в Руско-турската война (1877 – 1878) в състава на Лейбгвардейския семьоновски полк. След войната преподава военна администрация в Николаевската академия (1878 – 1882).
Командирован в Княжество България (1882 – 1883). Полковник от Българската армия (20 септември 1882). Завежда стопанския отдел на Военното министерство. Военен министър на Княжество България (19 септември 1883 – 26 октомври 1883). След остър конфликт с княз Александър Батенберг излиза в оставка (указ от 14 октомври 1883).
Полковник в руската армия от 20 март 1884 г. Назначен е в канцеларията на Военното министерство (1884 – 1905). От 24 октомври 1884 г. е професор в Николаевската академия. Чете лекции по военна администрация и в Николаевското кавалерийско училище. Генерал-майор от 1893 г.
На 20 юни 1905 г. е назначен за управляващ Военното министерство. От 15 юли 1905 г. е военен министър на Русия, уволнен в резерва със звание генерал от пехотата през 1909 г.
Член на Държавния съвет до 14 декември 1917 г. Напуска Санкт Петербург и се заселва в с. Черевки, Полтавска губерния, а по-късно – в градовете Переяслав, Полтавска губерния и Севастопол.
Автор е на 6 военно-теоретични труда. Неговите спомени са издадени през 1999 г.
- Список Генералам по старшинству, Санкт-Петербург, Военная типография, 1906 г.

|  | Тази страница частично или изцяло представлява превод на страницата „Редигер, Александр Фёдорович“ в Уикипедия на руски. Оригиналният текст, както и този превод, са защитени от Лиценза „Криейтив Комънс – Признание – Споделяне на споделеното“, а за съдържание, създадено преди юни 2009 година – от Лиценза за свободна документация на ГНУ. Прегледайте историята на редакциите на оригиналната страница, както и на преводната страница, за да видите списъка на съавторите. ВАЖНО: Този шаблон се отнася единствено до авторските права върху съдържанието на статията. Добавянето му не отменя изискването да се посочват конкретни източници на твърденията, които да бъдат благонадеждни. |